# Gabinetto dei giochi di Luigi XVI

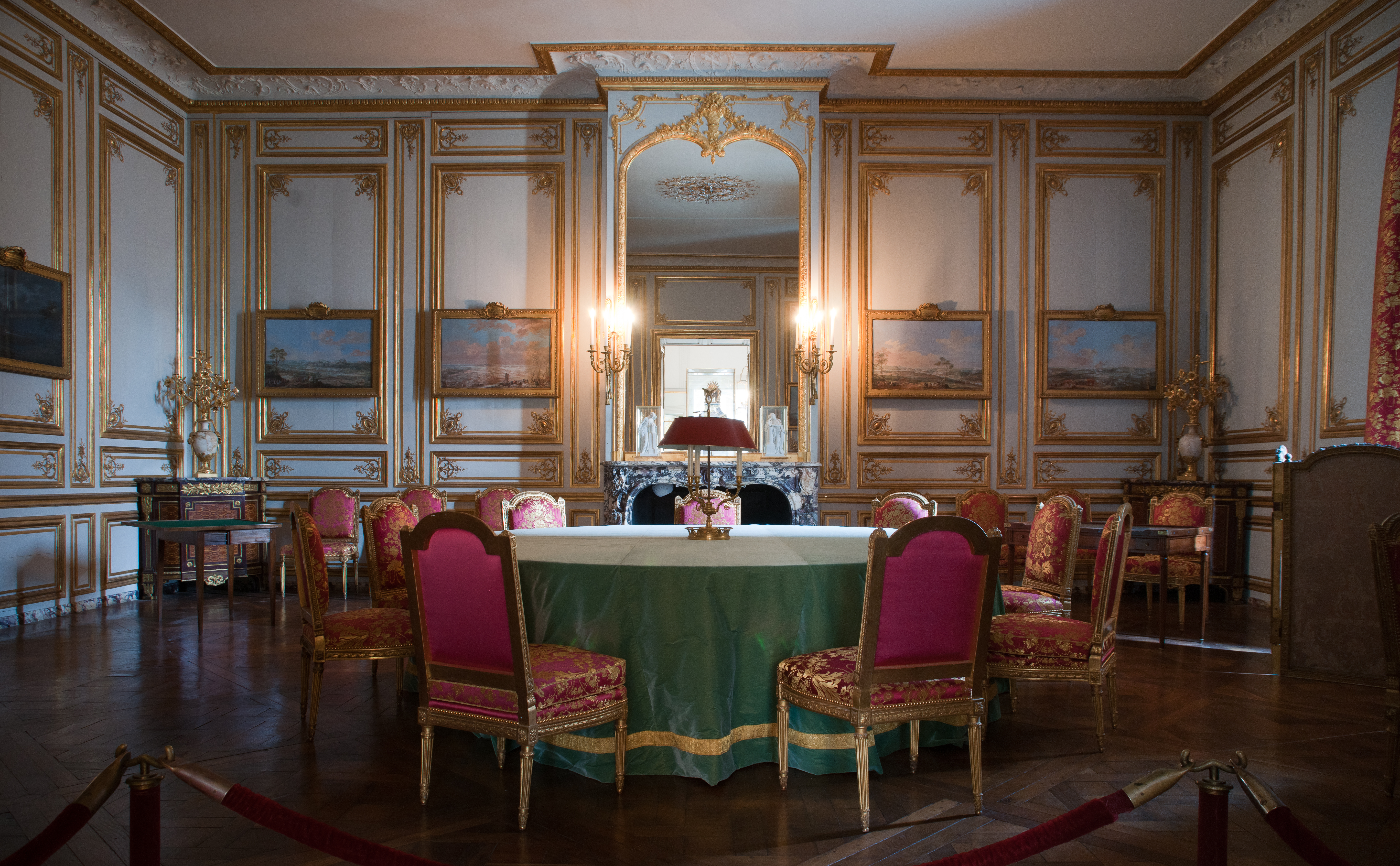

Il gabinetto dei giochi di Luigi XVI (in francese: cabinet des jeux de Louis XVI) è una sala della Reggia di Versailles.

## Posizione

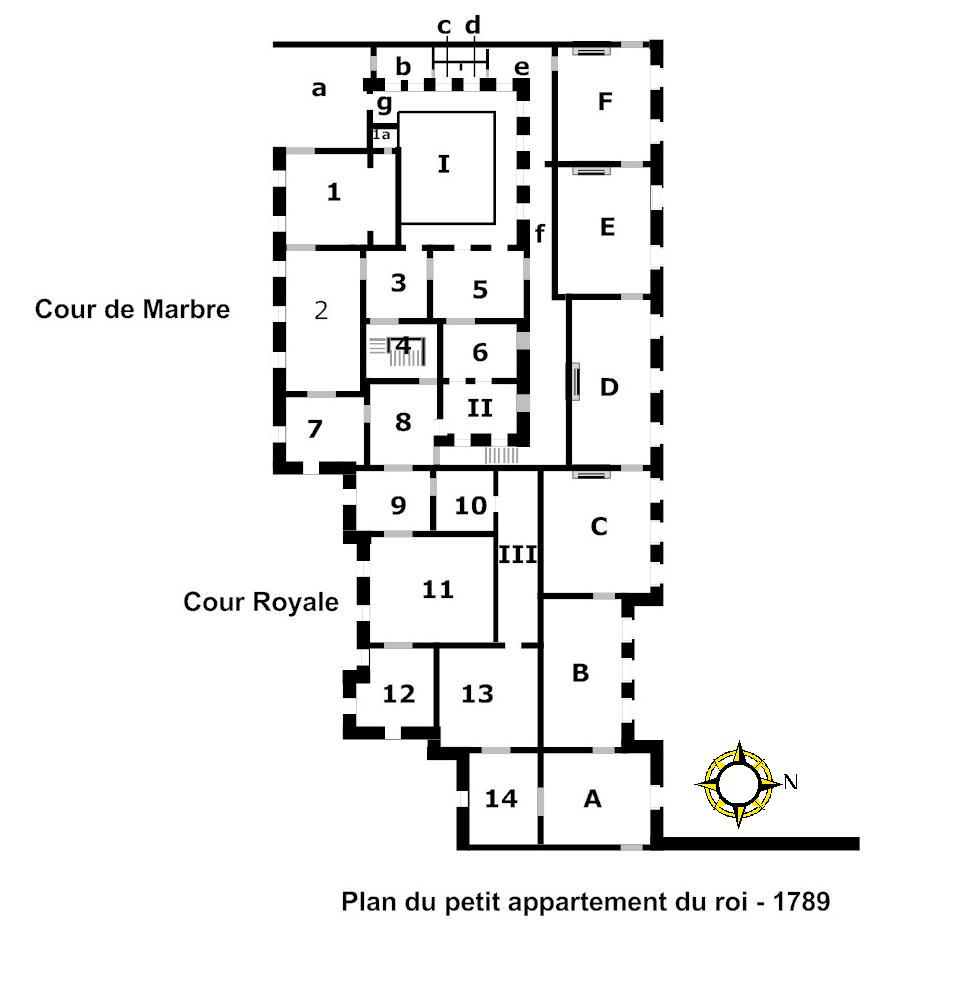
Pianta del petit appartement du roi nel 1789; il gabinetto dei giochi di Luigi XVI è indicato al n. 14.

Il gabinetto dei giochi è posto nel Petit appartement du Roi, al primo piano della reggia di Versailles.
Esso andò a rimpiazzare l'antico cabinet des Raretés voluto da Luigi XIV per conservare i pezzi più importanti e particolari delle sue collezioni, rappresentate da Houasse sul soffitto del Salone dell'Abbondanza.
La stanza venne successivamente convertita in anticamera per Adelaide di Borbone-Francia nel 1753 e poi in sala da pranzo (1769). Ottenne l'utilizzo e l'aspetto che noi conosciamo nel 1774.
La sala misura 8,75 x 7,40 metri, con un soffitto alto 4,30 metri. Comunica a ovest con la salle du billard e a nord col Salone dell'Abbondanza. Le finestre danno sulla cour royale, a sud e ad est.

## Decorazioni
Questo gabinetto ha conservato quasi tutto il mobilio originale dell'epoca, in particolare i quattro mobili d'angolo realizzati da Riesener (realizzati nel 1775, venduti durante la Rivoluzione e ritrovati nel 1953 e nel 1956) oltre a 25 delle 36 sedie originarie realizzate da Jean-Baptiste Boulard (1785), restaurate, ridorate e ritessute sul modello originale di Desfarges da Tassinari e Chatel di Lione. Le gouaches di Van Blarenberghe ed i candelabri (modellati in stile orientare con teste di sfinge) attribuiti a Rémond, vennero commissionati da Luigi XVI.